# Distrito de Condoroma
El distrito de Condoroma es uno de los ocho que conforman la provincia de Espinar ubicada en el departamento del Cuzco en el Sur del Perú. 
Limita por el Norte con los distritos de Pallpata y Ocoruro; por el Este, con el departamento de Puno; y por el Oeste con el departamento de Arequipa.

## Historia
El distrito fue creado mediante Ley del 29 de agosto de 1834, en el gobierno de Luis José de Orbegoso y Moncada.

## Capital
La Capital del distrito es el poblado de Condoroma. La temporada más propicia para la visita de turismo es de abril a octubre.

## Autoridades

### Municipales
- 2019 - 2022[1]
  - Alcalde: Saturnino Toledo Ollachica, de Autogobierno Ayllu.
  - Regidores:

  1. Alipio Cruz Ollachica (Autogobierno Ayllu)
  2. Sabina Suico Quispe (Autogobierno Ayllu)
  3. William Wilber Olaechea Cáceres (Autogobierno Ayllu)
  4. Juan Bautisto Cutipa Huayta (Autogobierno Ayllu)
  5. Julia Reyna Ccapa Ollachica (Democracia Directa)

Alcaldes anteriores
- 2011-2014: Alirio Aqquepucho Cruz, del Movimiento Regional Pan.

## Festividades
- Enero 23: San Gil.
- Agosto 10: San Lorenzo.
- Diciembre 8: Inmaculada Concepción